# Ngambi
Le Ngambi est la confrérie du peuple Bassa détentrice de la vérité.

## Description
Le Ngambi est une confrérie de la communauté Bassa chargée de l’information. Selon les structures traditionnelles des Bassa, cette confréries a accès aux vérités les plus secrètes grâce à sa communication avec les ancêtres et l’interprétation des symboles. Pour ce peuple, le Ngambi a plusieurs formules dont La plus importante associe le Ngambi-Si, un élément naturel vivant pour réincarner les ancêtres dans une araignée mygale et communiquer avec les vivants par le Dihô di Ngambi qui est un code de communication. L’initié du Ngambi serait capable d'interpreter le futur sur la base des signes obtenus.